# バレエ男子!
『バレエ男子!』（バレエだんし）は、2025年5月2日（1日深夜）から6月20日（19日深夜）まで毎日放送「ドラマフィル」枠で放送されたテレビドラマ。主演は戸塚純貴。

## キャスト

### 主要人物
小林八誠（こばやし はっせい）〈29〉
演 - 戸塚純貴
バレエダンサー。小森川バレエ団に所属。突然、自分のドキュメンタリーを撮影し始める。実はバレエを辞めようと考えている。
守山正信（もりやま まさのぶ）〈40〉
演 - 大東駿介
八誠の先輩でキャラクテールの名手。
佐々木真白（ささき ましろ）〈24〉
演 - 吉澤要人（原因は自分にある。）
八誠の同期。プロレスオタク。

### 小森川バレエ団
上柳りさ子（かみやなぎ りさこ）
演 - 水上京香
八誠の元カノでペアを組むバレリーナ。
小森川浩子（こもりかわ ひろこ）
演 - 久世星佳
団長。
牧本良恵（まきもと よしえ）
演 - 小橋めぐみ
バレエミストレスで、技術指導の責任者。
橘みゆき（たちばな みゆき）
演 - 福田桃芭
バレリーナ。

### その他
鳴滝咲良（なるたき さくら）
演 - 宮崎心桜
中学生。八誠のバレエ教室の生徒。
波子（なみこ）
演 - 松永玲子
八誠たち行きつけの定食屋のおばちゃん。
青柳優馬
演 - 青柳優馬（本人役）

## スタッフ
- 監督 - 綾部真弥[1]
- 脚本 - 岸本鮎佳[1]
- 音楽 - 徳田しずか[7]
- 主題歌 - 舟津真翔「魔法のコトバ」（INCS Labels）[8]
- エンディングテーマ - 近石涼「フィナーレ」（INCS Labels）[8]
- プロデューサー - 上原大也、村島亘[1]、高口聖世巨
- バレエ監修・指導 - 草刈民代[1]
- バレエ指導 - 菊地研[1]
- バレエ協力 - バレエ シャンブルウエスト[9]
- 撮影 - 松宮まなぶ
- 照明 - 鎌田春樹
- 制作プロダクション -  セディックドゥ[1]
- 製作 - 「バレエ男子」製作委員会、毎日放送[1]

## 放送日程
| 話数   | 放送日  |
| ------ | ------- |
| 第1話  | 5月02日 |
| 第2話  | 5月09日 |
| 第3話  | 5月16日 |
| 第4話  | 5月23日 |
| 第5話  | 5月30日 |
| 第6話  | 6月06日 |
| 第7話  | 6月13日 |
| 最終話 | 6月20日 |

## ネット局
| 放送期間               | 放送時間                     | 放送局       | 対象地域   | 備考           |
| ---------------------- | ---------------------------- | ------------ | ---------- | -------------- |
| 2025年5月2日 - 6月20日 | 金曜 1:00 - 1:30（木曜深夜） | テレビ神奈川 | 神奈川県   | 29分先行放送。 |
|                        | 金曜 1:29 - 1:59（木曜深夜） | 毎日放送     | 近畿広域圏 | 製作局         |
| 2025年5月6日 -         | 火曜 0:00 - 0:30（月曜深夜） | テレビ埼玉   | 埼玉県     |                |
| 2025年5月7日 -         | 水曜 0:30 - 1:00（火曜深夜） | 群馬テレビ   | 群馬県     |                |
|                        | 水曜 23:30 - 0:00            | とちぎテレビ | 栃木県     |                |
| 2025年5月8日 -         | 木曜 23:00 - 23:30           | チバテレ     | 千葉県     |                |